# Jimena López
Jimena López Fuentes (* 30. Januar 1999 in Mexiko-Stadt) ist eine mexikanische Fußballspielerin.

## Karriere

### Vereine
Während ihrer Schulzeit am Instituto Mexicano Regina, eine föderative Schule im Bezirk Miguel Hidalgo (Demarcación territorial) der Landeshauptstadt, spielte sie bereits Fußball in der Schulmannschaft und führte diese 2006 und 2012 zum Titel beim Copa Giro; zuletzt avancierte sie mit sieben Toren in drei Spielen zur erfolgreichsten Torschützin.
Im weiteren Verlauf in die Vereinigten Staaten gelangt, begab sie sich nach ihrem Abschluss an der St. Stephen’s Episcopal-Highschool in Houston an die Texas A&M University in College Station im Brazos County um ein Studium im Hauptfach Psychologie zu beginnen. Während ihrer vierjährigen Studienzeit kam sie für das Sport-Team der Bildungseinrichtung, die Aggies, in 72 Pflichtspielen der Southeastern Conference innerhalb der NCAA Division I zum Einsatz, in denen sie 18 Tore erzielte.
Nach ihrem erfolgreichen Studienabschluss nach Europa gelangt, spielte sie für den spanischen Erstligisten SD Eibar und wurde in der Rückrunde der Saison 2020/21 in 16 Punktspielen eingesetzt; ihr einziges Tor erzielte sie am 1. Mai 2021 (28. Spieltag) beim 2:1-Sieg im Heimspiel gegen die UD Tenerife mit dem Treffer zur 1:0-Führung in der sechsten Minute.
In die Vereinigten Staaten zurückgekehrt, spielte sie in Seattle für OL Reign (ab 2024 Seattle Reign FC) in der National Women’s Soccer League, der höchsten Spielklasse im US-amerikanischen Frauenfußball. In der Spielzeit 2021 bestritt sie zwei, in der Folgespielzeit sieben Punktspiele sowie vier Spiele im Pokalwettbewerb. Die Zeit nach dem Ende der Spielzeit (am 29. Oktober 2022) verbrachte sie auf Island, wo sie vom 25. April bis zum 26. Juni 2023 in acht Punktspielen in der Besta deild kvenna, die höchste Spielklasse im isländischen Frauenfußball, für die Frauenfußball des UMF Selfoss auf Leihbasis aktiv war. Mit einer weiteren Leihe spielte sie ein zweites Mal in Spanien – diesmal für den FC Valencia. Für die Mannschaft kam sie in 28 von 30 Saisonspielen zum Einsatz und erzielte ein Tor.
Seit der Saison 2024/25 spielt sie in ihrer Heimat für die Tigres Femenil, wie die Frauenfußballmannschaft von UANL Tigres genannt wird. In der höchsten Spielklasse, der Liga MX Femenil, bestritt sie bislang zwölf Punktspiele in der Apertura, die Spielzeit des ersten Halbjahres in der Meisterschaft, und vier in der Clausura.

### Nationalmannschaft
López nahm zunächst an den Olympischen Jugend-Sommerspielen 2014 in Nanjing (Volksrepublik China) teil, bestritt alle drei Spiele des Fußballturniers der Mädchen und gewann mit der U15-Nationalmannschaft die Bronzemedaille.
Sie nahm mit der U17-Nationalmannschaft an der vom 30. September bis zum 21. Oktober 2016 in Jordanien ausgetragenen Weltmeisterschaft teil und wurde in allen drei Spielen der Gruppe A eingesetzt, wie auch im anschließenden Viertelfinale am 12. Oktober in Amman bei der 1:2-Niederlage gegen die U17-Nationalmannschaft Venezuelas. Im ersten Gruppenspiel gelang ihr beim 5:0-Sieg über die U17-Nationalmannschaft Neuseelands mit dem Treffer zum 3:0 in der 68. Minute ihr erstes Länderspieltor.
Im Spieljahr 2018 nahm sie mit der U20-Nationalmannschaft an der in Trinidad und Tobago ausgetragenen CONCACAF-Meisterschaft teil. Nachdem sie in allen drei Gruppenspielen zum Einsatz gekommen war, bestritt sie auch das Halbfinale gegen die U20-Nationalmannschaft Kanadas und erzielte beim 5:4-Sieg nach Elfmeterschießen das Tor zur 1:0-Führung in der 34. Minute. Im Finale gegen die US-amerikanische U20-Nationalmannschaft ging es – wie im Halbfinale zuvor – nach dem 1:1-Unentschieden nach der regulären Spielzeit ins Elfmeterschießen, in dem sie erneut (wie beim 3:3 zuvor) ihren Schuss ins Tor unterbringen und so zum 4:2-Sieg beitragen konnte. Bei der im August desselben Jahres folgenden U20-Weltmeisterschaft in Frankreich wurde sie in allen drei Spielen der Gruppe B berücksichtigt, verpasste mit ihrer Mannschaft als Drittplatzierter jedoch den Einzug ins Viertelfinale.
Im Spieljahr 2019 nahm sie mit der A-Nationalmannschaft am Turnier um den Zypern-Cup teil und wurde in allen drei Spielen der Gruppe B wie auch im Spiel um Platz 5 beim 2:1-Sieg über die Nationalmannschaft Tschechiens eingesetzt. Das erste Gruppenspiel gegen die Nationalmannschaft Italiens, das mit 5:0 gewonnen wurde, war zugleich ihr A-Länderspieldebüt. Im April/Mai kam sie in drei in Freundschaft ausgetragenen Länderspielen zum Einsatz, die allesamt und ohne eigenes Tor verloren wurden (0:2 vs. Niederlande, jeweils 0:3 vs. Kanada und USA). Am 13. und 15. Dezember 2019 bestritt sie zwei weitere Freundschaftsspiele gegen die Nationalmannschaft Brasiliens. Davor war sie in vier Spielen im Fußballturnier im Rahmen der Panamerikanischen Spiele 2019 in Peru aktiv.
Im Spieljahr 2020 bestritt sie zunächst alle drei Spiele der Gruppe B in Edinburg (A-Länderspieltordebüt am 1. Februar beim 6:0-Sieg über die Nationalmannschaft von St. Kitts und Nevis) sowie das Halbfinale (0:4 vs. USA) des Qualifikationsturniers in Carson für die Teilnahme am olympischen Fußballturnier in Tokio, anschließend im Monat März, drei Spiele im Turnier um den Zypern-Cup 2020. Am 8. März sorgte sie im zweiten Spiel der Gruppe B in Larnaka gegen die Slowakische Nationalmannschaft mit ihrem Treffer in der dritten Minute der Nachspielzeit für den 2:2-Endstand. Des Weiteren kam am 20. Februar und 9. April 2022 in zwei Qualifikationsspielen der Gruppe A zum Einsatz im Hinblick auf die Nordamerikanische Meisterschaft, in der sie alle drei Spiele der Gruppe A bestritt. Im Zeitraum vom 20. Februar 2021 bis zum 3. September 2022 bestritt sie zudem acht weitere Freundschaftsspiele; ihr letztes fand in Carson gegen die Nationalmannschaft Neuseelands statt und wurde mit 0:1 verloren.

## Erfolge
Nationalmannschaft
- CONCACAF U20-Meisterin: 2018
- Bronzemedaille Olympische Jugend-Sommerspiele 2014

OL Reign
- Siegerin Reguläre Saison 2022[15]